# Чабаненко Андрій Трохимович
Чабаненко Андрій Трофимович (17 (30) жовтня 1909, село Козинка, Верхньодніпровський повіт, Катеринославська губернія, тепер — частина міста Верхівцеве Верхньодніпровского району Дніпропетровської області — 19 грудня 1986, Москва) — радянський військовий українського походження, командуючий Північним флотом, адмірал (1953). Депутат Верховної ради Російської РФСР 4—5-го скликань. Кандидат у члени ЦК КПРС у 1961—1966 роках.

## Життєпис
Народився в робітничій родині.
1927 вступив до військо-морського училища ім. М. В. Фрунзе. Після закінчення в 1931 році училища служив на підводних човнах на Чорноморському флоті.
Член ВКП(б) з 1932 року.
З грудня 1933 року командував підводними човнами на Тихоокеанському флоті (Л-14, Щ-105 і М-13).
1938 призначено командиром дивізіону підводних човнів.
З 1940 по 1945 — командир бригади підводних човнів Тихоокеанського флоту.
1944 — присвоєно звання контр-адмірал.
1945 — брав участь в Радянсько-японській війні.
Після закінчення бойових дій А. Т. Чабаненко було призначено командиром Совгаванської військово-морської бази.
1946 року пройшов навчання на академічних курсах при військово-морської академії та отримав призначення на посаду командира Південно-Сахалінської військово-морської бази.
З грудня 1947 по 1950 рік — слухач військової академії Генштабу.
У 1951—1952 роках — начальник штабу Військово-морського флоту СРСР.
У квітні 1952 — червні 1962 року — командувач Північного флоту. 
1953 присвоєно звання адмірал.
У червні 1962 призначений помічником начальника Генштабу з морських справ.
З 1972 — професор-консультант у Військовій академії Генштабу.
З листопада 1976 року — у відставці.

## Нагороди
- два ордени Леніна
- чотири ордени Червоного Прапора
- орден Вітчизняної війни I ступеня
- орден Вітчизняної війни II ступеня
- два ордени Червоної Зірки
- орден «За службу Батьківщині у Збройних силах СРСР» III ступеня
- медаль «100-річчя з дня народження Володимира Ілліча Леніна»
- медаль «За перемогу над Німеччиною у Великій Вітчизняній війні 1941—1945 рр.»
- медаль «За перемогу над Японією»

## Вшанування
Поховано на Кунцевському кладовищі у Москві
На честь адмірала названо:
- великий протичовновий корабель Північного флоту «Адмірал Чабаненко»
- вулицю в російському місті Сєвєроморськ